# Stéphane Aubonnet
Stéphane Aubonnet (1973) è un ex sciatore alpino francese.

## Biografia
Specialista delle prove veloci, in Coppa del Mondo Aubonnet esordì il 9 dicembre 1995 a Val-d'Isère in discesa libera, senza completare la gara, ottenne il miglior piazzamento il 29 dicembre 1996 a Bormio nella medesima specialità (43º) e prese per l'ultima volta il via il 18 gennaio 1997 a Wengen ancora in discesa libera (48º). Si ritirò al termine della stagione 1998-1999 e la sua ultima gara fu una discesa libera FIS disputata il 18 marzo a La Clusaz; non prese parte a rassegne olimpiche o iridate.

## Palmarès

### Campionati francesi
- 1 medaglia (dati dalla stagione 1994-1995):
  - 1 argento (discesa libera nel 1995)